# Пани
Пани (итал. Panni) је насеље у Италији у округу Фођа, региону Апулија.
Према процени из 2011. у насељу је живело 858 становника. Насеље се налази на надморској висини од 731 м.

## Становништво
Према резултатима пописа становништва 2011. у општини је живело 858 становника.
| 1931. | 1936. | 1951. | 1961. | 1971. | 1981. | 1991. | 2001. | 2011. |
| ----- | ----- | ----- | ----- | ----- | ----- | ----- | ----- | ----- |
| 4.271 | 4.347 | 4.386 | 2.967 | 1.755 | 1.373 | 1.083 | 976   | 858   |